# العجیلات
العجیلات (به عربی: العجیلات) یک منطقهٔ مسکونی در لیبی است که در Tripolitania واقع شده‌است.

## خصوصیات
العجیلات ۴٬۸۷۸ نفر جمعیت دارد.